# Antoni Charles de Gramont
Antoni Charles de Gramont, comte de Guiche, 3r. Duc de Gramont, comte de Louvigny, Sobirà de Bidaxune (1641 – 25 d'octubre de 1720) fou un polític francès. Era fill d'Antoni III de Gramont i Marie Charlotte de Castelnau Anne Baillet de La Cour i el pare d'Antoni segon mariscal de Gramont i germà del també militar Armand de Gramont.
Fou el primer comte de Louvigny, i a la mort del seu germà Armand, heretà el comtat de Guiche; finalment, aconseguí la corona ducal el 1678, a la mort del seu pare el mariscal Antoni, duc de Gramont. Batallà a Holanda (1672) i en el Franc-Comtat (1674) i successivament fou governador de Bearn (1678) i ambaixador a Espanya (1704), havent-lo nomenat Felip V ministre d'Estat i cavaller del Toisó d'Or, però havent caigut en desgracia de la reina, fou expulsat de la cort espanyola. De retorn a França va contraure segones núpcies, però aquest matrimoni disgustà a Lluís XIV, el qual no autoritzà a la segona esposa del duc a presentar-se davant la cort de Versalles.